# 昭和聖徳記念財団
公益財団法人昭和聖徳記念財団（ざいだんほうじん しょうわせいとくきねんざいだん）は、日本の公益財団法人。元文部科学省所管。

## 概要
昭和天皇の「ご聖徳（「聖徳」とは、天皇の優れた知徳という意味）」を、永く後世に伝えていくことを目的に設立された（設立趣意書による）。機関紙『昭和』を発行している。

## 事業内容
本財団は、次に述べる八つの事業内容を行うことを目的としている。
- 昭和天皇記念館（国営昭和記念公園内にある）の管理運営
- 生物学、医学等の学術研究への助成
- 青少年の健全育成及び自然環境保全のための社会教育活動
- 昭和天皇のご事蹟に関する講演会等記念事業の実施
- 機関紙及び昭和天皇のご事蹟に関する図書等の刊行、収集及び頒布
- その他この法人の目的を達成するために必要な事業（武蔵野陵の整備活動など）

## 役員
会長及び理事長が代表理事である。
- 会長：綿貫民輔（元衆議院議員・元衆議院議長）
- 副会長兼理事長：伴襄（元建設事務次官）
- 副会長：斎藤十朗（元参議院議長）
- 副会長：草刈隆郎（日本郵船株式会社相談役）
- 専務理事：斎藤誠治（元侍従、宮内庁京都事務所長）

## 会員
会員は、「維持会員」（個人・法人）と「賛助会員」の2種類がある。機関紙『昭和』が（月一回）送られ、関連行事（昭和天皇のご聖徳を伝える集いなど）に参加でき、昭和天皇記念館（立川市国営昭和記念公園内）に無料入館できる。

## 文献
- 昭和聖徳記念財団監修、出雲井晶編著『昭和天皇』、日本教文社、1996年（平成8年）
- 昭和聖徳記念財団編『昭和を語る』、扶桑社、2003年（平成15年）- 各、諸家の回想がある。